# Седлчани
Седлчани (чеськ. Sedlčany) — місто в окрузі Пржибрам у Середньочеському краї Чехії. Населення становить близько 6800 осіб. Місто розташоване приблизно за 30 км на схід від міста Пржибрам.